# Opòssum cuacurt de Marajó
L'opòssum cuacurt de Marajó (Monodelphis maraxina) és una espècie d'opòssum de Sud-amèrica. Viu al Brasil.